# أندريه سوبيرغ
أندريه سوبيرغ (بالسويدية: André Sjöberg)‏ هو ممثل سويدي، ولد في 9 فبراير 1974 في السويد.

## وصلات خارجية
- أندريه سوبيرغ على موقع IMDb (الإنجليزية)
- أندريه سوبيرغ على موقع ألو سيني (الفرنسية)
- أندريه سوبيرغ على موقع أول موفي (الإنجليزية)
- أندريه سوبيرغ على موقع قاعدة بيانات الأفلام السويدية (السويدية)
- أندريه سوبيرغ على موقع قاعدة بيانات الفيلم (الإنجليزية)
- أندريه سوبيرغ على موقع كينوبويسك (الروسية)